# معاملة المثليين في أيرلندا الشمالية
تعتبر حقوق المثليات والمثليين ومزدوجي التوجه الجنسي والمتحولين جنسياً (اختصاراً: LGBT) في أيرلندا الشمالية الأكثر محدودية بشكل عام في المملكة المتحدة متخلفة عن كل من إنجلترا، وويلز واسكتلندا. كانت أيرلندا الشمالية الجزء الأخير من المملكة المتحدة التي تقوم بتقنين النشاط الجنسي المثلي والأخيرة التي تقوم بإنهاء حظر مدى الحياة على التبرع بالدم من قبل الرجال الذين يمارسون الجنس مع الرجال، والأخيرة التي تقوم بتشريع زواج المثليين. كما أنها محدودة أكثر من جمهورية أيرلندا المجاورة. ألغت أيرلندا الشمالية تجريم المثلية الجنسية قبل عقد من الزمان، وقننت الشراكات المدنية قبل 6 سنوات من جمهورية أيرلندا، ولكن الجمهورية قامت بتشريع زواج المثليين قبلها ب5 سنوات.
تحقق التقدم في حقوق المثليين بشكل رئيسي خلال الحكم المباشر من قبل حكومة المملكة المتحدة أو من خلال إجراءات المحاكم بدلاً من الإصلاح التشريعي المحلي، وذلك بسبب حق النقض الذي يملكه الحزب الوحدي الديمقراطي وحلفائه الذي يعتبر مناهضا لحقوق المثليين تحت نظام حكم تقاسم السلطة في أيرلندا الشمالية. تقدر معدلات الفرع الأوروبي للمنظمة الدولية للمثليين والمثليات ومزدوجي التوجه الجنسي والمتحولين جنسيا وثنائيي الجنس بأن أيرلندا الشمالية هي أسوأ مكان في المملكة المتحدة لمجتمع المثليين، مع المساواة في الحقوق 74% فقط مقارنة مع 86% من المساواة لمجتمع المثليين في المملكة المتحدة بشكل عام و 92% من المساواة لمجتمع المثليين في اسكتلندا.
أصبح النشاط الجنسي المثلي قانونيًا منذ عام 1982 وتمت المساواة في السن القانونية النشاط الجنسي المثلي والنشاط الجنسي المغاير في عام 2001. وأصبحت الشراكات المدنية متاحة للشركاء المثليين منذ عام 2005. وقد تم التصويت على زواج المثليين خمس مرات في الجمعية التشريعية لأيرلندا الشمالية، وعلى الرغم من إقراره بأغلبية ضئيلة في المحاولة الخامسة، فقد تم الاعترض عليه على الدوام من قبل الحزب الوحدوي الديمقراطي باستخدام «التماس القلق» (بالإنجليزية: Petition of concern)‏. يتم الاعتراف بزواج المثليين الذي يتم خارج أيرلندا الشمالية على أنها شراكات مدنية داخل حدودها. تم منح الشركاء المثليين حقوق التبني الكاملة في عام 2013. أصبح زواج المثليين قانونيا منذ عام 2020.

## قانونية النشاط الجنسي المثلي

### التجريم والاضطهاد التاريخي
كاتت قوانين المثلية الجنسية لأيرلندا الشمالية تاريخياً تتبع القوانين الإنجليزية، نظراً لتاريخ الهيمنة الإنجليزية على أيرلندا منذ القرن الثاني عشر، والذي توج بالاتحاد الرسمي للمملكة المتحدة لبريطانيا العظمى وأيرلندا في عام 1801. بعد تقسيم أيرلندا ظلت أيرلندا الشمالية جزءًا من المملكة المتحدة، حيث تشكل بقية أيرلندا جمهورية أيرلندا المستقلة.
كانت المثلية الجنسية مسألة تخص القانون الكنسي للكنيسة الكاثوليكية الرومانية حتى عهد الملك هنري الثامن. وخلال فترة حكمه تم تجريم اللسدومية من خلال قانون السدومية 1533 كجزء من زيادة دور الدولة في الحياة العامة على حساب الكنيسة الكاثوليكية. ومنع هذا القانون الجنس الشرجي مع «الجنس البشري أو الحيوانات» في أي مكان في إنجلترا أو ويلز أو اسكتلندا أو أيرلندا بالموت، مع الاحتفاظ بعقوبة الإعدام حتى عام 1861. في عام 1885، أدخل تعديل لابوشير جريمة «التعري الجسيم» في «قانون تعديل القانون الجنائي لعام 1885»، والذي تم تطبيقه في جميع أنحاء إنجلترا وويلز واسكتلندا وأيرلندا. وسع هذا نطاق القانون الجنائي ليحظر أي شكل من أشكال النشاط الجنسي المثلي بين الذكور. على النقيض من ذلك، لم يتم تجريم المثلية الجنسية بين النساء.
ظلت قوانين العصر الفيكتوري التي تجرم النشاط الجنسي المثلي بين الذكور في جميع أنحاء بريطانيا العظمى وأيرلندا، وهي «قانون الجرائم ضد الأشخاص 1861» و«قانون تعديل القانون الجنائي 1885» تستعمل في القرن العشرين.

### حملات لصالح وضد التغيير
في عام 1967، صوت برلمان المملكة المتحدة لصالح قانون الجرائم الجنسية 1967 ما ألغى التجريم الجزئي للنشاط الجنسي المثلي، لكن هذا ينطبق فقط على إنجلترا وويلز. تم تقنين النشاط الجنسي المثلي في اسكتلندا على نفس الأساس كما في قانون 1967، بموجب المادة 80 من العدالة الجنائية (اسكتلندا) لعام 1980"، الذي دخل حيز التنفيذ في 1 فبراير 1981.
أدى فشل الحكومة البريطانية في تمديد إصلاحات عام 1967 إلى أيرلندا الشمالية إلى إنشاء منظمات مثل الحملة من أجل المساواة للمثليين وجبهة تحرير المثليين. وخلال سبعينيات القرن العشرين، كانت أيرلندا الشمالية تحت الحكم المباشر من ويستمنستر، لذلك حاولت المنظمات تجاوز أحزاب أيرلندا الشمالية التي كانت معادية لقضيتها وقدمت التماسًا إلى وزير الدولة لشمال أيرلندا مباشرة. في البداية بدا هذا مثمراً، حيث أشار الوزير إلى إصلاح قانون المثلية إلى اللجنة الاستشارية الدائمة لحقوق الإنسان في أيرلندا الشمالية. في عام 1976 أوصت اللجنة بتمديد إصلاحات عام 1967 إلى أيرلندا الشمالية لكنها حذرت من أن الدعم العام للتغيير في أيرلندا الشمالية كان محدودا. في عام 1978، نشرت الحكومة البريطانية مشروع «قرار في المجلس» لإلغاء تجريم النشاط الجنسي المثلي في أيرلندا الشمالية بين الرجال الذين تزيد أعمارهم عن 21 عامًا، بما يتماشى مع إصلاحات عام 1967 في إنجلترا وويلز. ولكن فشل ذلك دون دعم أي من السياسيين الأيرلنديين الشماليين الـ 12 في برلمان ويستمنستر والمعارضة المفتوحة التي عبر عنها ممثلو الحزب الوحدوي الديمقراطي.
استمر الرجال المثليون في مواجهة مضايقات من «شرطة أولستر الملكية» طوال السبعينيات والثمانينيات من القرن الماضي، مع تسجيل «جمعية أيرلندا الشمالية لحقوق المثليين» حالات من المضايقة واستمرت في الضغط من أجل إلغاء التجريم. واجه أعضاء «جمعية أيرلندا الشمالية لحقوق المثليين» أيضًا اعتقالات وفحوصات طبية قسرية وغارات في المنازل، ظاهريًا لمسائل أخرى مثل تفتيش المخدرات، ولكن كان لديهم أيضًا مراسلات بشأن حملة إلغاء التجريم التي صادرتها الشرطة منهم.
تمت معارضة «جمعية أيرلندا الشمالية لحقوق المثليين» من قبل حملة حماية أولستر من السدومية بقيادة إيان بيزلي، والكنيسة المشيخية في أولستر والحزب الوحدوي الديمقراطي، الذي قام بتأسيس كليهما أيضا. في البداية، نجحت حملة بيزلي، حيث أعلنت الحكومة البريطانية عام 1979 أنها لن تمضي قدمًا في إدخال تغييرات على القوانين التي تجرم المثلية الجنسية في أيرلندا الشمالية. على الرغم من أن الحكومة وعدت بعدم تطبيق القوانين ضد الرجال المثليين، إلا أن مضايقات الشرطة والاعتقالات استمرت تحت ستار مسائل قانونية أخرى. كان اعتقال أحد الناشطين، وهو سكرتير «جمعية أيرلندا الشمالية لحقوق المثليين» جيفري دودجون، دور أساسي في النجاح النهائي لحملة إلغاء التجريم.

### حكم المحكمة الأوروبية لحقوق الإنسان
كان جيفري دودجون يعمل في الشحن في بلفاست، وكان ناشطًا يدافع عن حقوق المثليين وسكرتيرًا لـ«جمعية أيرلندا الشمالية لحقوق المثليين». في 21 يناير عام 1976 تم القبض عليه من قبل فرقة مكافحة المخدرات التابعة لشرطة أولستر الملكية بعد أن عثروا على الماريخوانا ولمراسلاته شخصية التي تبين نشاطا جنسيا مثليا قام به. تم استجوابه لأكثر من أربع ساعات عن حياته الجنسية وجعله يوقع على بيان حول نشاطاته الجنسية. أحالت الشرطة المواد إلى المدعين العامين لتوجيه تهمة «الفحش العظيم»، لكن مدير النيابة قرر عدم المضي قدمًا على أساس أنها لن تكون في المصلحة العامة. وقد أُبلغ دودجون في شباط/فبراير 1977 بالقرار وأُعيدت إليه أوراقه الخاصة، التي تم حجزها من قبل الشرطة.
قدمت كل من «جمعية أيرلندا الشمالية لحقوق المثليين» وجماعات حقوق المثليين الأيرلندية الدعم المالي لـ«دودجون» لتقديم شكوى لدى المفوضية الأوروبية لحقوق الإنسان ضد قوانين تجريم المثلية الجنسية في أيرلندا الشمالية في عام 1975. زعم دودجون أن القوانين كانت غير صالحة على أساسين. أولاً، ادعى أن القوانين وما يترتب عليها من تحقيقات الشرطة تدخلت في حقه في احترام الحياة الخاصة في انتهاك للمادة 8 من الاتفاقية الأوروبية لحقوق الإنسان. وثانياً، زعم دودجون أنه تعرض للتمييز بسبب الجنس والحياة الجنسية والإقامة وفقاً للمادة 14 من الاتفاقية الأوروبية لحقوق الإنسان. على الرغم من رفضها في السابق للشكاوى السابقة بأنها «غير مقبولة بشكل واضح»، أعلنت اللجنة أنها قبلت الشكوى في 3 مارس 1978. في 13 مارس 1980، أصدرت اللجنة تقريرا يفيد بأن «الحظر القانوني للعلاقات الجنسية المثلية بين الذكور على 21 عاما من العمر خرق حق مقدم الطلب في احترام حياته الخاصة». أحالت القضية إلى المحكمة الأوروبية لحقوق الإنسان للحكم فيها في 18 يوليو 1980.
في 22 أكتوبر/تشرين الأول 1981، حكمت المحكمة الأوروبية لحقوق الإنسان بأغلبية 15 صوتا لصالح مقابل 4 صوتا ضد (15-4) في قضية دودجون ضد المملكة المتحدة بأنه لا يحق لأي دولة عضو فرض حظر كامل على النشاط الجنسي المثلي. وبصورة أكثر تحديدًا، وجدت المحكمة أن تجريم الأفعال الجنسية المثلية بين الرجال الذين تزيد أعمارهم عن 21 عامًا في «قانون الجرائم ضد الأشخاص 1861» ينتهك المادة 8 من الاتفاقية الأوروبية لحقوق الإنسان بالتدخل في الحق في الحياة الخاصة، بغض النظر عما إذا كان قد تم اتهامه بالفعل أو مقاضاته بموجب القانون. قررت القضية أن الدول لم يعد لديها هامش من التقدير لتنظيم النشاط الجنسي المثلي الطوعي الخاص بين الكبار باسم الأخلاق، مع الاعتراف بأن المثلية الجنسية هي خاصية ثابتة للطبيعة البشرية.

### التقنين من قبل المملكة المتحدة البرلمان
قاد قرار عام 1981 الصادر عن المحكمة الأوروبية لحقوق الإنسان برلمان المملكة المتحدة إلى تمديد إلغاء تجريم النشاط الجنسي المثلي بين الذكور إلى أيرلندا الشمالية في العام التالي في عن طريق «أمر في المجلس»، الأمر الخاص بالجرائم الجنسية المثلية (أيرلندا الشمالية) 1982، الذي دخل حيز التنفيذ في 8 ديسمبر 1982.
أزيلت كل أحكام المضادة لمجتمع المثليين من القانون الجنائي تماما في جميع أنحاء أيرلندا الشمالية والمملكة المتحدة في قانون الجرائم الجنسية لعام 2003 مع إلغاء المادة 9 لجرائم السدومية والفحش العام التمييزية. تم تشريع ممارسة الجنس المثلي الخاص بين أكثر من شخصين، لكن الدعارة المثلية في الأماكن العامة لا يزال أمرا غير قانوني.

### المساواة في السن القانونية للنشاط الجنسي
كانت السن القانونية للنشاط الجنسي المثلي الذي حدده الأمر الخاص بالجرائم الجنسية المثليين (أيرلندا الشمالية) 1982 هو 21 سنة، وهو أعلى من السن القانونية للنشاط الجنسي المغاير في أيرلندا الشمالية البالغ 17 سنة. وتم في نهاية المطاف تعويض السن القانونية للنشاط الجنسي المغاير والمثلي في أيرلندا الشمالية في 17 من قبل برلمان المملكة المتحدة مع إقرار «قانون الجرائم الجنسية (التعديل) لعام 2000»، الذي دخل حيز التنفيذ في عام 2001.
لجعل أيرلندا الشمالية تماشى مع بقية المملكة المتحدة، أصدر البرلمان البريطاني «قانون الجرائم الجنسية (أيرلندا الشمالية) 2008»، مما يخفض السن القانونية للنشاط الجنسي المغاير والمثلي إلى 16، على الرغم من معارضة الجمعية النشريعية لأيرلندا الشمالية.

### العفو عن الإدانات التاريخية
في نوفمبر/تشرين الثاني 2016، أقرت الجمعية التشريعية لأيرلندا الشمالية «اقتراحًا للموافقة التشريعية» على تمديد العمل بقانون «الشرطة والجريمة في المملكة المتحدة 2017»، بما في ذلك قانون آلان تورينغ الخاص بإنجلترا وويلز، إلى أيرلندا الشمالية. يمكّن هذا القانون الإنسان المدان بجرائم المثلية الجنسية سابقا من الحصول على عفو. وكان المعارض الوحيد في الجمعية التشريعية هو النائب جيم أليستر عن «الصوت الوحدي التقليدي» الذي طلب تصويتا على إجراء لإزالة قانون العفو التاريخية ولكنه فشل في ذلك.
في يونيو 2019، تم الكشف عن أن رجلين فقط قد طلبا العفو عن جرائم تتعلق بالعلاقات الجنسية المثلية التاريخية في أيرلندا الشمالية، وأن كلاهما فشل في إلغاء إدانتهما.

## الاعتراف القانوني بالعلاقات المثلية
كانت الشراكات المدنية متاحة للشركاء المثليين منذ عام 2005. تم التصويت على زواج المثليين خمس مرات من قبل جمعية أيرلندا الشمالية، ورغم أنه كان مدعومًا بأغلبية ضئيلة في المحاولة الخامسة، إلا أن الحزب الاتحادي ديمقراطي اعترض عليه باستخدام «عريضة القلق» (باللغة الإنجليزية: petition of concern). أدى الانقسام حول قضية في النهاية إلى تشريع برلمان المملكة المتحدة بصفة مباشرة لزواج المثليين في المنطقة، والذي دخل حيز التنفيذ في 13 يناير عام 2020. وحتى ذلك التاريخ، كان يتم الاعتراف بزواج المثليين الذي يتم عقده في الخارج كشراكات مدنية داخل حدود أيرلندا الشمالية. وجد استطلاع أجرته سكاي دايتا (باللغة الإنجليزية: Sky Data) في عام 2018 أن 76% من سكان أيرلندا الشمالية يؤيدون تقنين زواج المثليين.

### الشراكات المدنية
أصبحت الشراكات المدنية متاحة للشركاء المثليين في أيرلندا الشمالية منذ عام 2005، عندما أقر برلمان المملكة المتحدة قانون الشراكة المدنية لعام 2004. يمنح القانون الشركاء المثليين معظم -وليس كل- حقوق ومسؤوليات الزواج المدني. نفس حقوق الملكية كما يحق للمتزوجين المغايرين، كما يعطي للشركاء نفس الإعفاء الذي يحصل عليه المتزوجون على ضريبة الميراث، والضمان الاجتماعي والتقاعد والفوائد، وأيضا القدرة على الحصول على مسؤولية الأبوة والأمومة لأطفال الشريك. وكذلك المسؤولية عن الصيانة المعقولة لشريكه وأطفاله، وحقوق الإيجار، والتأمين على الحياة الكاملة، وحقوق الأقرباء في المستشفيات، وغيرها. هناك عملية رسمية لإلغاء الشراكات شبيهة بالطلاق. يمكن إجراء الشراكات المدنية من قبل المنظمات الدينية في إنجلترا وويلز واسكتلندا ولكن لايمكن ذلك في أيرلندا الشمالية.

### زواج المثليين

#### مقترحات الجمعية التشريعية لأيرلندا الشمالية (2012-2015)
تمت مناقشة تشريعات تسمح بالاعتراف بزواج المثليين في أيرلندا الشمالية في الجمعية التشريعية لأيرلندا الشمالية خمس مرات منذ عام 2012. وفي الأربع الأولى من تلك المناسبات، صوتت أقلية فقط من أعضاء الجمعية لصالح زواج المثليين، على الرغم من أن أحدث تصويت حول هذه المسألة في نوفمبر 2015 شهد تصويت أغلبية الأعضاء لصالح زواج المثليين. في وقت إجراء الاستفتاء الأيرلندي الناجح في عام 2015 حول زواج المثليين، أظهر استطلاع قام به معهد «إيبسوس موري» في الفترة ما بين 20 مايو و 8 يونيو 2015 أن 68% من سكان أيرلندا الشمالية يؤيدون زواج المثليين. بعد إقرار زواج المثليين في جمهورية أيرلندا، أصبحت أيرلندا الشمالية الجزء الوحيد من أوروبا الغربية بدون زواج المثليين.
في 1 أكتوبر 2012، تم تقديم أول طلب للجمعية التشريعية لأيرلندا الشمالية بشأن زواج المثليين من قبل حزب شين فين، وحزب الخضر في أيرلندا الشمالية، تم هزيمة الاقتراح في تصويت 45 صوتا لصالحه مقابل 50 صوتا ضده (45-50).
في 29 أبريل/نيسان 2013، هزمت محاولة ثانية لتقنين زواج المثليين في الجمعية التشريعية لأيرلندا الشمالية في تصويت 42 صوتا لصالحه مقابل 53 صوتا ضده (42-53)، مع تصويت أعضاء الحزب الاتحادي الديمقراطي وحزب أولستر الاتحادي ضده وتصويت أعضاء حزب شين فين والحزب الاشتراكي العمالي، وحزب التحالف، وحزب الخضر في أيرلندا الشمالية لصالحه.
هزمت المحاولة الثالثة في 29 أبريل 2014 في تصويت 43 صوتا لصالح مقابل 51 صوتا ضد (43-51)، مع تصويت كل الأعضاء الوطنيين من حزب شين فين والحزب الليبرالي الديمقراطي، ومعظم أعضاء التحالف وأربعة إتحاديين (اثنان من «حزبNI21» واثنين من حزب أولستر الاتحادي) لصالح. وتصويت الوحدويين المتبقيين (الحزب الاتحادي الديمقراطي، حزب أولستر الاتحادي في حزب استقلال المملكة المتحدة و«الصوت الاتحادي التقليدي») واثنين من حزب التحالف ضد.
فشلت المحاولة الرابعة في 27 أبريل 2015 فشلت أيضا، 47 صوتا لصالح مقابل 49 صوتا ضد (47-49). مرة أخرى، صوت حزب شين فين والحزب الليبرالي الديمقراطي وخمسة أعضاء من التحالف لصالح، في حين صوت الحزب الاتحادي الديمقراطي وكل أعضاء حزب أولستر الاتحادي ماعدا أربعة (حصلوا على تصويت الضمير).
في 2 تشرين الثاني/نوفمبر 2015، صوّت 105 من أعضاء الجمعية التشريعية لأيرلندا الشمالية على اقتراح بتقنين زواج المثليين في تصويت 53 صوتا لصالحه مقابل 52 صوتًا ضده، وكانت المرة الأولى التي حظي فيها زواج المثليين بدعم الأغلبية في الجمعية التشريعية. ومع ذلك، استخدم الحزب الاتحادي الديمقراطي التماس القلق" (بالإنجليزية: Petition of concern)‏، مما منع ان يكون للاقتراح أي تأثير قانوني.
في شباط/فبراير 2016، بدأت مجلة للمثليين محلية «غاي ساي» (Gay Say) عريضة على الإنترنت تدعو «الحزب الوحدوي الديمقراطي» إلى التوقف عن إساءة استخدام التماس القلق ضد تشريع المساواة في الزواج. في 20 سبتمبر 2016، قدم جيري كارول وهو عضو في الجمعية التشريعية لأيرلندا الشمالية عن حزب الشعب قبل المال، عريضة بـ 20000 توقيع إلى الجمعية التشريعية أيرلندا الشمالية.
أظهر استطلاع «لوسيد تووك» الذي أجري في ديسمبر 2016، والذي شمل 1080 شخصا، أن 65.22% من الأشخاص الذين شملهم الاستطلاع يؤيدون تقنين زواج المثليين في أيرلندا الشمالية. ومع ذلك، عارض معظم المستجيبين الوحدويين زواج المثليين في أيرلندا الشمالية، مع تأييد 37.04% فقط (مع ارتفاع الدعم إلى 71% لدى الوحدويين الذين تتراوح أعمارهم بين 18 و 24 عامًا). على النقيض من ذلك، كان 92.92% من المجيبين من الاستقلاليين/الجمهوريين و 95.75٪ من ناخبي الائتلاف /حزب الخضر/حزب الشعب قبل الربح، يؤيدون تشريع زواج المثليين.

#### التحديات القضائية على حظر زواج المثليين (2015-2019)
طعن اثنان من التحديات القضائية على حظر زواج المثليين في أيرلندا الشمالية في المحكمة العليا في نوفمبر وديسمبر 2015. قام أربعة من الشركاء المثليين، وهم «غرين كلوز» و«شانون سيكلز» و«كريس» و«هنري فلاناغان-كانم» بإحضار القضية مدعيين أن حظر أيرلندا الشمالية على زواج المثليين انتهك حقوق الإنسان الخاصة بهم. وقد نظرت القضية في وقت متزامن مع دعوى رفعت في يناير/كانون الثاني 2015 سعى فيها رجلان تزوجا في إنجلترا إلى الاعتراف بزواجهما في أيرلندا الشمالية. صدر حكم في أغسطس 2017؛ حكم القاضي أوهارا ضد الأزواج وقرر أنه لا توجد أسس قانونية بموجب القانون من المحكمة الأوروبية لحقوق الإنسان أن حقوق الشركاء قد انتهكت رفض أيرلندا الشمالية الاعتراف باتحادهم كزواج. وأن زواج المثليين مسألة سياسة اجتماعية يجب على الجمعية التشريعية لأيرلندا الشمالية أن تقرر فيها بدلاً من القضاء. تم استئناف ذلك إلى محكمة الاستئناف، وكان من المتوقع صدور حكم في وقت ما في عام 2019.

#### التقنين عبر برلمان وستمنستر (2019-2020)
في يوليو 2019، أعلن النائب عن حزب العمال كونور ماكغين اعتزامه إرفاق تعديل على مشروع قانون إداري قادم في برلمان المملكة المتحدة فيما يتعلق بأيرلندا الشمالية، والذي سيشرع زواج المثليين بعد ثلاثة أشهر من إقرار مشروع القانون إذا لم تعد الجمعية التشريعية لأيرلندا الشمالية للعمل. بموجب شروط التعديل الذي تمت صياغته في الأصل، يمكن للسلطة التنفيذية في المنطقة الموافقة على هذا الإجراء أو إلغاؤه عند عودتها للعمل. تم إقرار التعديل في مجلس العموم بأغلبية 383 صوتًا لصالح مقابل 73 صوتًا ضده. تعديل ماكغين، والذي تم تعديله من قبل البارون هايوارد أثناء تمريره في مجلس اللوردات، طالب وزير الدولة لأيرلندا الشمالية بإصدار لوائح تمدد زواج المثليين إلى أيرلندا الشمالية إذا لم تستأنف الجمعية التشريعية عملها بحلول 21 أكتوبر 2019. مرّ مشروع القانون مراحله النهائية في البرلمان وحصل على الموافقة الملكية في 24 يوليو 2019.
تم توقيع اللوائح التي تقنن زواج المثليين من قبل جوليان سميث، وزير الدولة لأيرلندا الشمالية، في 19 ديسمبر 2019. دخلت هذه اللوائح حيز التنفيذ في 13 يناير 2020. مع مطالبة الأزواج المثليين بالانتظار بعد 28 يومًا من تقديم نيتهم في الزواج، وتمت أول حفلات المثليين في فبراير 2020. أصبح زواج المثليين معترفًا به قانونًا في 13 يناير 2020، مع كون الأزواج أحرارا في تسجيل عزمهم على الزواج والاعتراف بالأزواج الذين سبق لهم الزواج من ذلك التاريخ. في عام 2020، لا يزال الشركاء في شراكة مدنية غير قادرين على تحويل شراكتهم إلى زواج.

## التبني وتنظيم الأسرة
تم تقنين تبني غير المتزوجين والشركاء من مجتمع المثليين بعد الأحكام التي أصدرها المحكمة العليا في أيرلندا الشمالية في عام 2012، ومحكمة الاستئناف في عام 2013، بأن الحظر في ايرلندا الشمالية على تبني المثليين للأطفال كان يعتبر تمييزا وانتهاكا حقوق الإنسان. دافعت وزارة الصحة في أيرلندا الشمالية ووزيرها إدوين بوست ووزيرها إدوين بوتس عن هذا الحظر. تم رفض إستئناف آخر من قبل بوتس للمحكمة العليا للمملكة المتحدة في عام 2013، مما جعل أيرلندا الشمالية متماشية مع بقية المملكة المتحدة في قوانين تبني المثليين للأطفال. في ديسمبر 2018، أي بعد 5 سنوات تقريبًا من تغيير قوانين التبني، تم الإبلاغ عن أنه من بين 30 من الشركاء والأزواج المثليين الذين تقدموا بطلب للتبني، لم يقم سوى اثنان من الأزواج بإنجاب طفل - معدل نجاح واحد من كل 15. يمكن أن يكون المعدل الأقل في أيرلندا الشمالية يرجع إلى حقيقة أن عمليات التبني قد تستغرق عدة سنوات حتى تكتمل، مما يعني أن بعض المتبنين ما زالوا في العملية وربما تمت الموافقة عليهم، ولكن لم يتم وضع طفل معهم بعد، وهذا بسبب على عكس ما حدث في إنجلترا وويلز حيث تم تقنين تبني المثليين للأطفال في عام 2005 وفي اسكتلندا في عام 2009 من قبل برلمانات كل منهما، لم تفعل أيرلندا الشمالية ذلك إلا في عام 2013 بعد معركة قضية محكمة مطولة.
الوضع القانوني فيما يتعلق بالترتيبات الأبوية المشتركة حيث يتبرع رجل مثلي الجنس أو شريكان أو زوجان مثليان بالحيوانات المنوية لشريكتين أو زوجتين مثليتين هو أمر معقد. بعد التغييرات التي نفذها «قانون الخصوبة البشرية وعلم الأجنة 2008»، من المرجح أن تعامل الزوجات والشريكات المثليات الذين تم التبرع لهما بالحيوانات المنوية كأولياء لطفلهم. إذا كانت الزوجتان أو الشريكتان اللذان تم التبرع لهما شريكتان مدنيتان/متزوجتان، فسيتم استبعاد وضع الأب تلقائياً. إذا كانت الشريكتان اللذان تم التبرع لهما ليستا شريكتين مدنيين/ متزوجين، فقد تتمكن الأمهات من اختيار ما إذا كن يرغبن في أن يكون الأب الثاني للطفل الأب البيولوجي أو الأم غير غير البيولوجية.
تأجير الأرحام غير التجاري قانوني في المملكة المتحدة، بما في ذلك اسكتلندا. يدعم القانون الآباء المثليين الذين ينجبون من خلال تأجير الأرحام في المملكة المتحدة بنفس الطريقة كما يفعل الأزواج المغايرون ويسمح للتطبيقات إلى المحكمة ذات الصلة، لأولئك الآباء الذين يرغبون في أن يكون اسمهما على شهادة ميلاد طفلهم كأبوين/وصيين قانونيين للطفل.

## الهوية الجندرية والتعبير عنها
قانون الاعتراف بالجندر 2004 في المملكة المتحدة، والذي ينص على الاعتراف رسميا بتغيير الشخص لجنسه القانوني ينطبق على أيرلندا الشمالية. تم تقديم التشريع بعد قضية غودوين ضد المملكة المتحدة في عام 2002، والتي قضت فيها المحكمة الأوروبية لحقوق الإنسان بأن فشل المملكة المتحدة في وقت سابق في ذلك كان انتهاكا للمادتين 8 و 12 من الاتفاقية الأوروبية لحقوق الإنسان. لتغيير الجنس، يجب على الشخص أن يبرهن على اضطراب الهوية الجندرية وأن يكون قد عاش في النوع ذي الصلة لمدة عامين قبل التقدم للحصول على شهادة الاعتراف بالجندر. لا يمكن لأي شخص أن يكون في زواج أو شراكة مدنية في وقت تقديم طلب لتغيير الجنس، نظرا لعدم قانونية زواج المثليين والشراكة المدنية للشركاء المغايرين في أيرلندا الشمالية.

## الحماية من التمييز

### إطار المساواة
بموجب اتفاق الجمعة العظيمة، وافقت حكومة المملكة المتحدة على أنها ستنشئ ما يلي:
وينعكس هذا في المادة 75 من قانون أيرلندا الشمالية لعام 1998، الذي يتطلب من السلطات العامة في أيرلندا الشمالية إيلاء الاعتبار الواجب لتشجيع تكافؤ الفرص بين الأشخاص من مختلف التوجه الجنسي، ضمن أمور أخرى. وهذا يتطلب من الناحية العملية من كل سلطة وضع خطة مساواة لإثبات كيفية تحقيقها. تقوم لجنة المساواة لآيرلندا الشمالية بمراقبة امتثال السلطات العامة للواجبات الواردة في المادة 75.

### قوانين مكافحة التمييز
تعتبر أيرلندا الشمالية الولاية القضائية الوحيدة في المملكة المتحدة حيث قانون المساواة 2010 البريطاني محدود التطبيق. يوجد مصدران رئيسيان لقوانين مكافحة التمييز على أساس التوجه الجنسي. لوائح المساواة في العمل (التوجه الجنسي) (أيرلندا الشمالية) 2003 والتي حظرت التمييز والتحرش في العمل والتعليم العالي والتدريب المهني، والتي دخلت حيز التنفيذ في 2 كانون الأول 2003. وتحظر لوائح قانون المساواة (التوجه الجنسي) (أيرلندا الشمالية) 2006 التمييز في توفير السلع والخدمات والمباني والتعليم والوظائف العامة، ودخلت حيز التنفيذ في 1 يناير 2007. عارض نشطاء وجماعات دينية محافظة هذه القوانين. قدم النائب جيفري دونالدسون، عن الحزب الاتحادي الديمقراطي، اقتراحًا معارضًا للوائح عام 2006، والتي رفضها حزب شين فين معتبرا إياها محاولة لإثارة رهاب المثلية وفشل في الجمعية في تصويت متعادل ب39 صوتًا لصالح مقابل 39 صوتا ضد.
توفر لوائح التمييز على أساس الجندر (إعادة تحديد الجندر) (أيرلندا الشمالية) 1999 درجة من الحماية للأشخاص المتحولين جنسياً الذين يخضعون ل«إعادة تحديد الجندر» في التوظيف والتدريب المهني.

### قضية مخبز آشيرز
في ما أصبح يعرف باسم «قضية كعكة المثليين»، أمرت محكمة المقاطعة في عام 2015 مخبز آشيرز، الذي يديره مسيحيون إنجيليون، بدفع 500 جنيه استرليني كتعويض عن انتهاك قوانين مكافحة التمييز من خلال رفض خبز كعكة فيها شعار «ادعم زواج المثليين». وتم اقتراح رسم شخصيات شارع سمسم أنيس وبدر في الكعكة، الذين كانا مشكوكا في كونهما مثليان جنسيا، وهو أمر تم نفيه لاحقا. أيدت محكمة الاستئناف القرار ضد المخبز.
أدت القضية إلى تظاهرات معارضة لصالح وضد القرار، مع دعم الناشط في مجال حقوق المثليين بيتر تاتشل لرفض المخبز إنتاج رسالة اختلفوا معها على أساس حرية الضمير والمعتقد. في 2014، اقترح المشرع عن الحزب الوحدوي الديمقراطي بول غيفان إدخال «بند الضمير» في قوانين المساواة في أيرلندا الشمالية، للسماح بالتمييز ضد مجتمع المثليين من قبل الأشخاص والشركات على أساس معتقداتهم الدينية. تم دعم الاقتراح من قبل الوزير الأول بيتر روبنسون وزملائه في حزبه الاتحادي الديمقراطي ولكن عارضته الأحزاب الأخرى في الجمعية التشريعية لأيرلندا الشمالية فضلا عن لجنة المساواة لأيرلندا الشمالية. هددت خليفته أرلين فوستر بالحد من صلاحيات لجنة المساواة لأيرلندا الشمالية، زاعمة أنه لا يحمي مصالح الجماعات الدينية.
جلست المحكمة العليا في المملكة المتحدة في بلفاست للاستماع إلى استئناف آخر على مدى أربعة أيام ابتداء من 30 أبريل 2018. وفي 10 أكتوبر 2018، حكمت المحكمة التي تضم خمسة قضاة بالإجماع أنه بسبب اعتراض المخبز ذات الصلة على الرسالة المقترحة على الكعكة بدلا من الصفات الشخصية للعميل، لم يكن هناك أي تمييز على أساس التوجه الجنسي. أعرب لي إلى أنه سيستأنف الحكم أمام المحكمة الأوروبية لحقوق الإنسان.

## التبرع بالدم
في عام 1981، حظرت المملكة المتحدة التبرع بالدم من أي رجال مارسوا الجنس مع رجال آخرين لأجل غير مسمى. في عام 2011 تم تخفيض هذا إلى نظام تأجيل لمدة عام واحد من غدم ممارسة الجنس في إنجلترا وويلز واسكتلندا. أعلن وزير الصحة في أيرلندا الشمالية في ذلك الوقت، إدوين بوتس، أن أيرلندا الشمالية لن تحذو حذوها وستحتفظ بحظرها الدائم. وقد تم انتقاد بوتس من قبل الخصوم السياسيين من حزب أولستر الوحدوي وحزب شين فين عن قراره اذي يعكس موقف حزبه الحزب الاتحادي الديمقراطي من كونه ضد المثليين بدلا من أية مخاوف مشروعة للسلامة العامة. كما فشل الحظر الدائم في معالجة عدم التناسق في أيرلندا الشمالية التي تقبل الدم من أجزاء أخرى من المملكة المتحدة، والتي تسمح بالتبرع بالدم من الرجال المثليين الذين بقوا عزابا لمدة عام على الأقل.
تم الطعن في حظر الدم الدائم في المحكمة، مع نجاح التحدي في البداية أمام القاضي تريسي في المحكمة العليا على أساس أن حظر الدم المثلي الدائم غير عقلاني مخالف للقانون. ومع ذلك، في حكم صوتين مقابل صوت واحد (2-1) أعادت محكمة الاستئناف الحظر، ولم تجد أي دليل على تحيز واضح من قبل بوتس وتركت سياسة التبرع بالدم مسألة لوزير الصحة في أيرلندا الشمالية.
في عام 2016، أعلنت وزيرة الصحة الجديدة ميشيل أونيل من حزب شين فين أن أيرلندا الشمالية ستنتقل إلى نظام التأجيل لمدة عام واحد بما يتماشى مع بقية المملكة المتحدة اعتبارًا من 1 سبتمبر 2016.

## ظروف الحياة
وفقاً لدائرة الشرطة في أيرلندا الشمالية، فقد ازدادت التقارير عن الهجمات ضد المثليين كل عام منذ بدء جمع البيانات، من 196 حادثة في الفترة 2004-2005 إلى 334 في الفترة 2014-2015. أشار باحثون من جامعة أولستر وجامعة الملكة في بلفاست إلى أنه على الرغم من أن ارتفاع الأرقام يعكس التحديات المستمرة التي يعاني منها الأشخاص من مجتمع المثليين، فإن هذا قد يشير أيضا إلى الثقة المتزايدة بين المثليين والمثليات في قدرة الشرطة على التعامل مع جرائم الموجهة ضد المثليين.
وقد وجد استطلاع أجري عام 2013 لمجتمع المثليين في أيرلندا الشمالية أن «47% قد فكروا في الانتحار، 25% حاولوا ذلك، و 35% آذوا أنفسهم و 71% عانو من الاكتئاب».

### المواقف العامة
تشير بيانات استطلاعات «لايف وتايمز» في أيرلندا الشمالية بين عامي 1989 و 2012 إلى أن القبول العام للمثلية الجنسية في أيرلندا الشمالية قد ازداد بشكل ملحوظ، حيث انخفضت نسبة من يعتقد أن العلاقات المثلية «خاطئة دائمًا» من 76٪ إلى 28% خلال ذلك الوقت. كما ازداد تأييد زواج المثليين، حيث ارتفع من 35% في عام 2005 إلى 58% في عام 2012. في استطلاع 2013، تم تسجيل دعم زواج المثليين بنسبة 59%. على الرغم من أن دعم المساواة في الزواج كان أقوى بين الكاثوليك والمستجيبين غير المتدينين، إلا أن الدراسة الاستقصائية لعام 2013 وجدت أيضًا أن عددًا من البروتستانت (46% مقابل 42%) يؤيدون زواج المثليين. تشير نتائج الدراسة الاستقصائية لعام 2013 أيضًا إلى أن الوعي بعدم المساواة تجاه الأفراد من مجتمع المثليين قد ارتفع مع مرور الوقت، مع زيادة الدعم لتدريس المساواة في المدارس والسماح بزواج المثليين.
أظهرت المقارنة بين المواقف بين أيرلندا الشمالية وجمهورية أيرلندا أن المواقف الاجتماعية في السابق كانت أكثر معارضة للمثلية الجنسية، مع ملاحظة انخفاض كبير في المعارضة مع مرور الوقت. في الجمهورية في الجنوب، تضاءلت قوة التيار الديني المحافظ في أعقاب فضائح الكنيسة فيما يتعلق المغاسل المجدلية والاعتداء الجنسي على الأطفال، إلى جانب وجود تصور متزايد بأن الكنيسة لديها حضور كبير في السياسة الأيرلندية. على النقيض من ذلك، لدى أيرلندا الشمالية العديد من البروتستانت والكاثوليك التقليديين، الذين قد يتفقون على كونهم ضد قضايا المثليين في بعض الأحيان على الرغم من الاختلافات الطائفية بينهم. إلى حد ما المواقف الدينية المحافظة هي تراث من فترة الحرب الأهلية، عندما عرض الدين العزاء من العنف المنتشر مع الحد من نمو المواقف العلمانية أو الليبرالية الاجتماعية.
في أيرلندا الشمالية، كانت المواقف السلبية تجاه حقوق المثليين أكثر شيوعًا بين الأشخاص الأكبر سناً، البروتستانت أو الذين يحضرون الكنيسة بانتظام. كانت وجهات نظر الإيجابية تجاه حقوق المثليين أكثر احتمالا بين أولئك الذين يعرفون شخص مثلي الجنس أو مثلية الجنس،  والذين لا ينظرون إلى المثلية الجنسية على أنها «اختيار».

### ثقافة المثليين

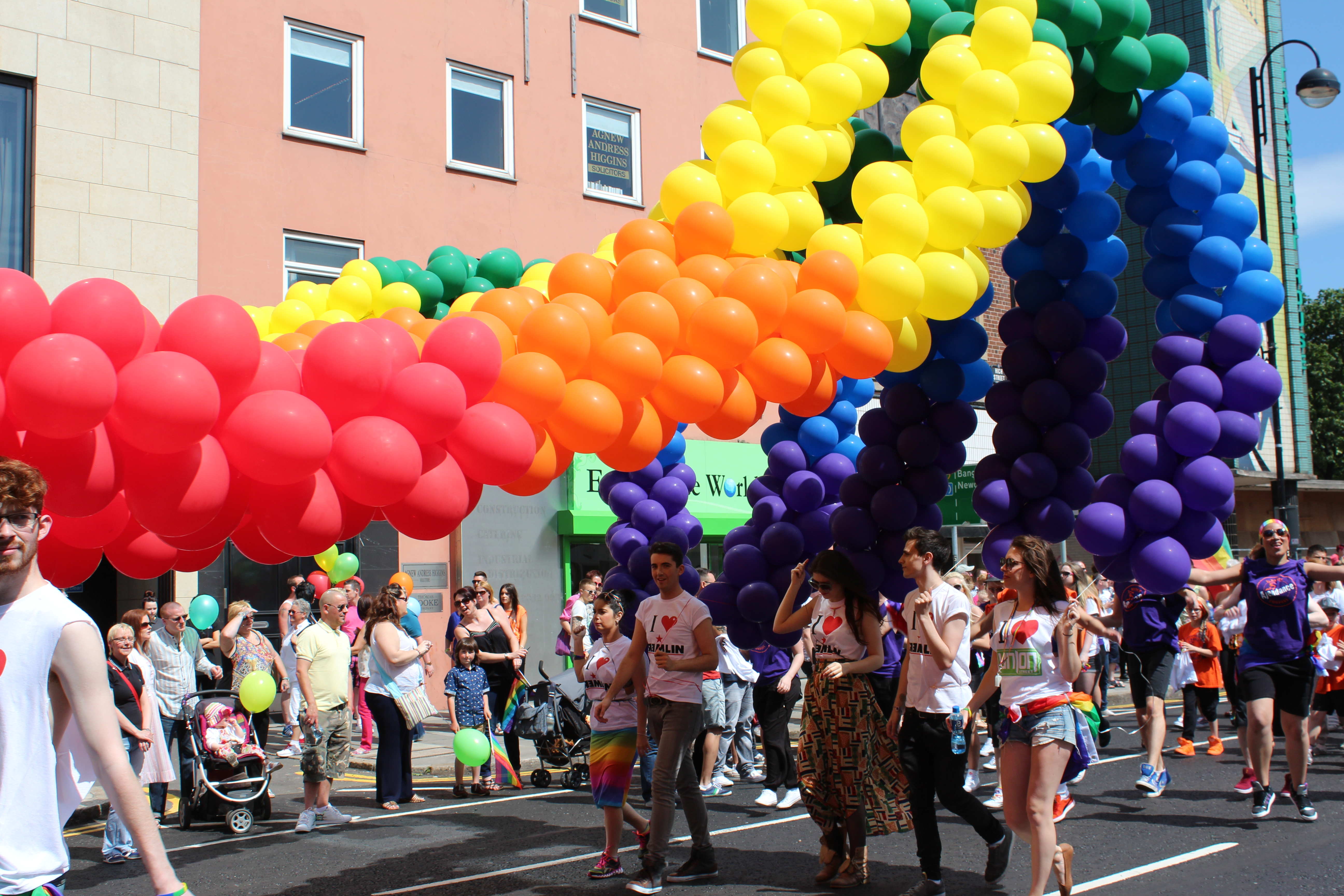
فخر بلفاست في عام 2013

تعتبر مسيرة فخر بلفاست للمثليين حدثًا مهمًا لمجتمع المثليين في أيرلندا الشمالية، حيث نما من 50 مشاركًا يغنون أناشيدا مثلية في أول موكب له في عام 1991 إلى أكثر من 6500 مشارك مع 12 موكب كرنفال عام 2006. أشار أحد المنظمين إلى أن الأمر استغرق ثماني سنوات منذ إلغاء تجريم المثلية الجنسية بين الذكور قبل أن يتم تنظيم مثل هذه المسيرة على الإطلاق. تمت الإشادة بموكب الفخر لقدرته على التوحيد المؤقت للجمعيات التي كانت مقسمة تاريخيا على الأقل - الوحدوية والقومية والبروتستانتية والكاثوليكية. ولكن بشكل عام ، فإن بلفاست بها مساحة مرئية قليلة جدا وحضور ضعيف لمجتمع المثليين.

## السياسة
مع عدم وجود حزب أيرلندي شمالي يدعم حقوق المثليين قبل عام 2009، تتمتع القضية الآن بدعم سياسي أكبر، على الرغم من أنها تميل إلى الاستقطاب على أسس طائفية في سياسة أيرلندا الشمالية. تدعم الأحزاب القومية الجمهورية مثل حزب شين فينو الحزب الاشتراكي العمالي عموما حقوق المثليين كجزء من سياسة المساواة وحقوق الأقليات. على النقيض من ذلك، كانت الأحزاب الوحدوية مثل الحزب الوحدوي الديمقراطي، والصوت الوحدوي التقليدي وحزب ألستر الوحدوي أقوى المعارضين للسياسات المؤيدة للمثليين، مثل زواج المثليين. تطورت مواقف حزب التحالف الليبرالي غير الطائفي في أيرلندا الشمالية لصالح زواج المثليين. أصبح الانتماء السياسي الآن مؤشرا أقوى على موقف الشخص من زواج المثليين من كونه بروتستانتيا أو كاثوليكيا، مما يجعله جزءا من حرب ثقافية جديدة.
واجه الحزب الاتحادي الديمقراطي انتقادات لإساءة استخدام التماس القلق، والذي شرعت في الأصل لحماية القوميين والوحدويين في أيرلندا الشمالية من التشريعات التي تميز ضد أي مجتمع عن طريق اشتراط الدعم من جميع أطراف المجتمع إذا قدمه 30 عضوا من الجانبين - بأنه «أداة لقمع مجتمع المثليين». يمكن تقديم التماس القلق إلى رئيس الجمعية إذا تم التوقيع عليه من قبل ما لا يقل عن 30 عضوًا في الجمعية. وحالما يتم تقديمها، فإنها تفرض متطلبات الأغلبية المرجحة بنسبة 60%، مايجعل حاجة أي مشروع قانون إلى دعم 40% على الأقل من كل من الأعضاء الوطنيين والوحدويين لتمريره.
ولأن الحزب الاتحادي الديمقراطي قد شغل أكثر من 50% من المقاعد النقابية في الجمعية العامة قبل انتخابات أيرلندا الشمالية لعام 2017، كان بوسع الحزب بمفرده الاعتراض على أي تشريع إذا قدم أعضاؤه التماس القلق. وبعد انتخابات عام 2017، خسر الحزب الوحدوي الديمقراطي عدد المقاعد التي تخوله لذلك ولكن لا يزال من الممكن الاعتراض على إجراءات مثل زواج المثليين بدعم من زملائه الوحدويين جيم أليستر من الصوت الوحدوي التقليدي و «روي بيغس» من حزب أولستر الوحدوي، اللذين عرضا الانضمام إلى التماس القلق في المستقبل بشأن هذه القضية. إن التأثير العملي للانقسامات الطائفية على قضايا التنوع هو أن جمعية أيرلندا الشمالية وصلت إلى طريق مسدود، مع استخدام حق النقض المتبادل من كل جانب لضمان عدم تقدم حقوق المثليين عبر قوانين جديدة في الجمعية التشريعية.

### الوحدويون

#### الحزب الوحدوي الديمقراطي
ارتبط الحزب الوحدوي الديمقراطي بقوة بمعارضة حقوق المثليين منذ تأسيسه في عام 1971 من قبل إيان بيزلي، الذي أسس أيضًا الكنيسة المشيخية الحرة في أولستر. قاد بيزلي والحزب الوحدوي الديمقراطي حملة إنقاذ أولستر من السدومية خلال السبعينات من القرن الماضي لمعارضة الجهود الرامية إلى إلغاء تجريم المثلية الجنسية في أيرلندا الشمالية. وقد تم وصف تأثير الكنيسة المشيخية الحرة على سياسات الحزب الاتحادي الديمقراطي بأنه يؤدي إلى نظام ثيوقراطي (ديني) في أيرلندا الشمالية. 30.6% من أعضاء الحزب الاتحادي الديمقراطي هم أعضاء الكنيسة المشيخية الحرة مقارنة بنسبة 0.6% من إجمالي سكان أيرلندا الشمالية. في عام 2016 وعدا زعيمة الحزب الوحدوي الديمقراطي أرلين فوستر بأن الحزب الوحدوي الديمقراطي سيستخدم التماس القلق لاستخدام حق النقض ضد زواج المثليين خلال السنوات الخمس القادمة. وقد وصفت صحيفة نيويورك تايمز استخدام الحزب التماس لهذا الغرض بأنه «إساءة روحية» لترتيبات اقتسام السلطة ومخالف لاتفاقية الجمعة العظيمة من قبل منظمة العفو الدولية.
وقد اجتذبت شخصيات الحزب الوحدوي الديمقراطي اهتمام وسائل الإعلام منذ فترة طويلة لمجموعة متنوعة من التصريحات المعادية للمثليين. تعرض وزير الصحة جيم ويلز لانتقادات واسعة بعد أن ادعى أن الأطفال الذين تم تربيتهم في علاقات مثلية كانوا أكثر عرضة للإساءة أو الإهمال؛ واضطر إلى الاستقالة بعد ذلك بوقت قصير. قال ابن بيزلي إيان بيزلي جونيور أنه «يشمئز» من المثلية الجنسية. في عام 2008، أوصت إريس روبنسون، زوجة الوزير الأول آنذاك بيتر روبنسون ، بعلاج التحويل، ووصفت المثلية الجنسية بأنها «مثيرة للاشمئزاز ، ومكروهة، وتثير الغثيان، وشريرة، وحقيرة». وأشارت أيضًا إلى أن المثلية الجنسية أسوأ من إساءة معاملة الأطفال. وكوزير أول، دافع زوجها بيتر روبنسون عن وجهات نظر أولئك الذين يعتقدون أن المثلية الجنسية يجب أن تكون غير قانونية وذكر أنه إذا تم إعادة تجريم المثلية الجنسية، فإنه يتوقع من الناس أن يطيعوا القانون.
في عام 2016، وعدت أرلين فوستر خليفة روبنسون كرئيسة للحزب بأن يستخدم الحزب الوحدوي الديمقراطي «العريضة المثيرة للقلق» من أجل الاعتراض على زواج المثليين على مدى السنوات الخمس المقبلة. تم وصف استخدام الحزب للعريضة المثيرة للقلق لهذا الغرض بأنه «سوء معاملة في الجوهر» لترتيبات تقاسم السلطة من قبل صحيفة نيويورك تايمز وبكونه مخالفة لاتفاق الجمعة العظيمة من قبل منظمة العفو الدولية.
في عام 2018، ألقت فوستر خطابا في حفل استقبال تابع لصحيفة المثليين الالكترونية بينكنيوز في بلفاست، لتصبح أول زعيمة للحزب الوحدوي الديمقراطي يحضر حدث المثليين. ذكرت فوستر أنه على الرغم من معارضتها الشديدة لزواج المثليين، إلا أنها تقدر مساهمة مجتمع المثليين في أيرلندا الشمالية وطلبت احترام وجهات النظر المختلفة.
شاركت أول مرشحة مثلية الجنس علنا عن الحزب في الانتخابات المحلية في أيرلندا الشمالية 2019، حيث فازت أليسون بينينغتون بمقعد في منطقة غلينغورملي أوربان في مجلس أنتريم نيوتاونابي بورو. كان رد الحزب مختلطا حيال هذا داخل الحزب، حيث عبر جيم ولز عن صدمته بشأن «التغيير الجذري» الذي تم إجراؤه دون استشارة أعضاء الحزب بينما قال غافين روبنسون إن انتخاب بينينغتون كان «قصة إخبارية جيدة».

#### حزب أولستر الوحدوي
من الناحية التاريخية، عارضت حزب أولستر الوحدوي حقوق المثليين مثل زواج المثليين. وقد تم حث الناشط في مجال حقوق المثليين جيف دودجون على التخلي عن عضويته في حزب أولستر الوحدوي بسبب معارضة الحزب المستمرة لزواج المثليين، لكنه رفض ذلك، قائلاً إنه سعيد بالشراكات المدنية للشركاء المثليين. في بيانه الانتخابي لعام 2015، وعد حزب أولستر الوحدوي بأنها ستحترم الناس من جميع التوجهات الجنسية.
كان عضو حزب أولستر الوحدوى حينها كين ماغينيس مصدرا للجدل في وسائل الإعلام بعد أن ساوى المثلية مع البهيمية في مقابلة مع في برنامج ستيفن نولان في بي بي سي أيرلندا الشمالية في يونيو 2012. تصريحاته دفعت زعيم الحزب، مايك نيسبيت، إلى القول بأن ماغينيس أعرب عن آرائه الشخصية ولم يعكس سياسة الحزب. تم تخفيض رتبة ماغينيس في وقت لاحق من ذلك الشهر كأحد أهم أعضاء حزب اولستر الوحدوى بسبب تعليقاته بناء على طلب من نيسبيت. ثم استقال من حزب أولستر الوحدوي في 28 أغسطس 2012.

#### الصوت الوحدوي التقليدي
يعتبر جيم أليستر وهو العضو الوحيد في الجمعية التشريعية لأيرلندا الشمالية عن حزب الصوت الوحدوي التقليدي أحد أكثر المعارضين لحقوق المثليين، بعد أن عارض إلغاء تجريم المثلية الجنسية في الثمانينيات، وكان العضو الوحيد في مجلس أيرلندا الشمالية الذي عارض قانون آلان تورينغ للعفو عن الأشخاص الذين أدينوا أو لوحقوا بموجب ابقوانين المعادية لمجتمع المثليين السابقة.

### القوميون/الجمهوريون

#### شين فين
تطور موقف شين فين حول حقوق المثليين إلى الدعم القوي، بما في ذلك دعم زواج المثليين في عام 2012. كان بيان الحزب لعام 2015 البيان الوحيد في أيرلندا الشمالية الذي ذكر صراحة دعم حقوق الأشخاص المتحولين جنسيا.

#### الحزب الاشتراكي العمالي
وقد أعرب الحزب الاشتراكي العمالي عن دعمه لحقوق المثليين بما في ذلك زواج المثليين. وكان أول حزب سياسي يقدم اقتراحاً إلى الجمعية التشريعية لأيرلندا الشمالية لصالح زواج المثليين.

### الأحزاب غير الطائفية

#### حزب التحالف
وقد أعرب التحالف وهو حزب غير طائفي عن دعمه لحقوق المثليين بما في ذلك زواج المثليين. عدل الحزب برنامجه لدعم زواج المثليين في عام 2012.

#### حزب الخضر في أيرلندا الشمالية
كان حزب الخضر في أيرلندا الشمالية أول حزب يقدم دعمًا للمساواة في الزواج في عام 2012 وصاغ أول بيان خاص بأيرلندا الشمالية للمثليين والمثليات ومزدوجي التوجه الجنسي والمتحولين جنسيا في الانتخابات العامة لعام 2016. كما قام الحزب بتقديم أول مرشح متحول جنسيا في أيرلندا لخوض الانتخابات.

#### الشعب قبل الربح
أعرب حزب الشعب قبل الربح عن دعمه لحقوق المثليين.

## ملخص
| قانونية النشاط الجنسي المثلي                                                 | (منذ عام 1982)                                                                   |
| المساواة في السن القانوني للنشاط الجنسي                                      | (منذ عام 2001، تم تخفيضه إلى سن 16 في عام 2009 ليتماشى مع باقي المملكة المتحدة)  |
| قوانين مكافحة التمييز في التوظيف                                             | (منذ عام 2003)                                                                   |
| قوانين مكافحة التمييز في توفير السلع والخدمات                                | (منذ عام 2007)                                                                   |
| قوانين مكافحة أشكال التمييز المعنية بالهوية الجندرية                         | / (حمايات على أساس "إعادة تحديد الجنس" في التعليم والتدريب المهني ومنذ عام 1999) |
| قوانين مكافحة أشكال التمييز في خطاب الكراهية                                 | (منذ عام 1987)                                                                   |
| قوانين مكافحة أشكال التمييز في جرائم الكراهية                                | (منذ عام 2004)                                                                   |
| زواج المثليين                                                                | (منذ عام 2020)                                                                   |
| الاعتراف القانوني بالعلاقات المثلية                                          | (منذ عام 2005، على مستوى المملكة المتحدة)                                        |
| تبني أحد الشريكين للطفل البيولوجي للشريك الآخر                               | (منذ عام 2013)                                                                   |
| التبني المشترك للأزواج المثليين                                              | (منذ عام 2013)                                                                   |
| يسمح للمثليين والمثليات ومزدوجي التوجه الجنسي بالخدمة علناً في القوات المسلحة | (منذ عام 2000، على مستوى المملكة المتحدة)                                        |
| الحق بتغيير الجنس القانوني                                                   | (منذ عام 2004، على مستوى المملكة المتحدة)                                        |
| علاج التحويل محظور على القاصرين                                              | No                                                                               |
| الحصول على أطفال أنابيب للمثليات                                             | (منذ عام 2000، على مستوى المملكة المتحدة)                                        |
| الأمومة التلقائية للطفل بعد الولادة                                          | (منذ عام 2009، على مستوى المملكة المتحدة)                                        |
| تأجير الأرحام التجاري للأزواج المثليين من الذكور                             | (محظور لجميع الأزواج بغض النظر عن التوجه الجنسي)                                 |
| تنفيذ خطة الحذف التلقائي أو قانون العفو                                      | (منذ عام 2018)                                                                   |
| السماح للرجال الذين مارسوا الجنس الشرجي بالتبرع بالدم                        | (بعد فترة تأجيلية لسنة واحدة من عدم ممارسة الجنس)                                |